# Marco Pomponio Matone (console 231 a.C.)
Marco Pomponio Matone (Marcus Pomponius Matho in latino; fl. III secolo a.C.) è stato un console della Repubblica romana.

## Biografia
Figlio di Marco Pomponio e fratello di Manio Pomponio Matone (console nel 233 a.C.).
Viene eletto console nel 231 a.C..
Sempre nello stesso anno partecipò alla repressione di alcuni gruppi indigeni della Sardegna ostili ai romani, architettando l'utilizzo di cani feroci.